# Goal! (televisieprogramma)
Goal! was een sportprogramma van de Vlaamse tv-zender VTM. Het werd uitgezonden tussen 1994 en 2006.

## Het programma
In 1994 nam tv-zender VTM de uitzendrechten van het Belgisch voetbal over van BRTN. Voortaan mocht VTM samenvattingen van wedstrijden en reacties van spelers en trainers uit de Belgische Eerste Klasse uitzenden. De samenvattingen van de voetbalwedstrijden werden gebundeld in het programma Goal!, dat op zaterdagavond werd uitgezonden en zondagmiddag werd herhaald. Het programma eindigde steeds met korte berichten en uitslagen uit andere sporten.
Europese wedstrijden van Belgische clubs of interlands van de Rode Duivels werden in die periode uitgezonden onder de titel Goal Live.
In 1995 en 1996 werd het programma bekroond met een Gouden Oog.
In 2005 verhuisden de uitzendrechten terug naar de VRT. Goal! zond vanaf dan nog enkel live wedstrijden uit op zusterzender Kanaal 2. In 2006 verdween het programma van het scherm.
Er is ook een tijdschrift Goal! Het is vooral voor jongeren.

## VHS
Vtm bracht samen met Sport/Voetbalmagazine ook VHS-cassettes uit met daarop de hoogtepunten van het voetbalseizoen. Op die cassettes stonden samenvattingen en beelden van Goal!.

## Medewerkers
- Dirk Abrams
- Peter Baert
- Jan De Wijngaert
- Geert Heremans
- Robin Janssens
- Koen Meulenaere
- Wilfried Mostinckx
- Bart Raes
- Stefan Van Loock
- Dirk Deferme